# Abrigo del Pez
El abri du Poisson («abrigo del pez») es un yacimiento arqueológico de época paleolítica situado en el vallejo de Gargantas del Infierno (Gorges d'Enfer), en la orilla derecha del Vézère, municipio de Les Eyzies-de-Tayac-Sireuil en el departamento de la Dordoña, al suroeste de Francia. Fue declarado Patrimonio de la Humanidad por la Unesco en el año 1979, formando parte del lugar «Sitios prehistóricos y grutas decoradas del valle del Vézère» con el código 85-002.
Se trata de un hábitat en forma de abrigo rocoso, y no de una cueva. Debe su nombre a un bajorrelieve de un salmón de un metro de largo, con una antigüedad de aproximadamente 25.000 años (Gravetiense).
El lugar se libró del saqueo gracias a la intervención del historiador francés Denis Peyrony (1869-1954). En efecto, se habían perforado en la roca múltiples agujeros alrededor de la figura del pescado para trasladar esa parte de la pared. Los agujeros que encuadran la escultura son aún visibles y dan prueba de la tentativa de robo.
En 2008, el lugar estaba abierto a los visitantes.